# Holmivka, Bahciîsarai
Holmivka (în ucraineană Холмівка) este un sat în comuna Krasnîi Mak din raionul Bahciîsarai, Republica Autonomă Crimeea, Ucraina.

## Demografie
Componența lingvistică a localității Holmivka
     Rusă (50,64%)
     Tătară crimeeană (29,44%)
     Ucraineană (16,92%)
     Alte limbi (0,17%)
Conform recensământului din 2001, majoritatea populației localității Holmivka era vorbitoare de rusă (50,64%), existând în minoritate și vorbitori de tătară crimeeană (29,44%) și ucraineană (16,92%).